# Peter Lundblad
Karl Johan Peter Abel Lundblad (* 5. November 1887 in Kangaatsiaq; † 12. April 1930 ebenda) war ein grönländischer Landesrat.

## Leben
Peter Lundblad war der Sohn des Jägers und Lesers Jørgen Nikolai Andreas Hans Lundblad (1859–1916) und seiner Frau Johanne Kristine Mariane Susanne Schmidt (1867–?). Sein jüngerer Bruder war der Landesrat Lars Lundblad (1900–1967). Peter Lundblad war Jäger in Kangaatsiaq und wurde 1927 in den nordgrönländischen Landesrat gewählt, aber er erkrankte kurz darauf, sodass er 1929 von Isak Schmidt vertreten werden musste. Er starb ein Jahr später im Alter von 42 Jahren.